# Bromheadia alticola
Bromheadia alticola är en orkidéart som beskrevs av Henry Nicholas Ridley. Bromheadia alticola ingår i släktet Bromheadia och familjen orkidéer. Inga underarter finns listade i Catalogue of Life.